# ناکاگاوا-کو، ناگویا
ناکاگاوا-کو، ناگویا (به لاتین: Nakagawa-ku, Nagoya) یک منطقهٔ مسکونی در ژاپن است که در ناگویا واقع شده‌است. ناکاگاوا-کو  ۲۲۱٬۷۵۱ نفر جمعیت دارد.